# Otto, New York
Otto är en kommun (town) i Cattaraugus County i delstaten New York. Vid 2020 års folkräkning hade Otto 775 invånare.